# مورنو ولی (کالیفرنیا)
مورنو ولی (به انگلیسی: Moreno Valley) شهری در شهرستان ریورساید، کالیفرنیا ایالت کالیفرنیا است که در سرشماری سال ۲۰۱۰ میلادی، ۱۹۳۳۶۵ نفر جمعیت داشته‌است.